# Центрально-восточные фриульские диалекты

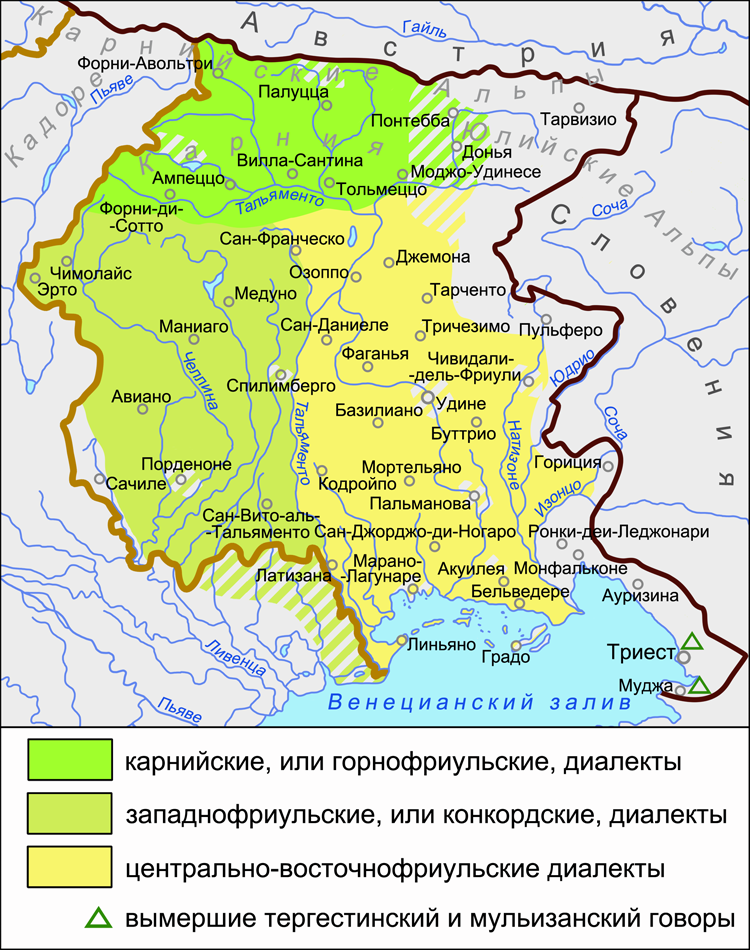
Ареал центрально-восточных фриульских диалектов на карте распространения диалектов фриульского языка

Центра́льно-восто́чные фриу́льские диале́кты (фриул. furlan centri-orientâl, итал. friulano centro-orientale) — диалекты фриульского языка, распространённые в центральной и восточной частях области Фриули — Венеция-Джулия в Италии (к востоку от среднего и нижнего течения реки Тальяменто). Образуют одну из трёх основных фриульских диалектных групп наряду с карнийской и западнофриульской группами.
Центрально-восточные диалекты являются наиболее распространёнными диалектами фриульского языка по числу носителей. На койне городов Удине и Гориция, сформировавшихся в центрально-восточном ареале, издаётся литература. Кроме того, койне Удине используется в средствах массовой информации и школьном обучении, на основе этого койне были кодифицированы нормы фриульского литературного языка, которые, несмотря на своё широкое распространение, всё ещё не являются общепризнанными.

## Классификация
К центрально-восточной фриульской группе относят следующие диалекты и говоры:
- центральнофриульский диалект (распространён на территории от предгорьев Альп на севере до побережья Адриатического моря на юге, и от реки Тальяменто на западе до города Гориции на востоке, включает инновационные говоры городов Удине и Чивидали):
  - общие центральнофриульские говоры;
  - говоры среднего течения реки Тальяменто;
  - восточно-предальпийские говоры;
  - говоры коллинаре чентрале;
  - говоры города Удине и его окрестностей;
  - говоры города Чивидале и его окрестностей;
  - центрально-южные говоры;
- горицианский диалект (распространён в основном на территории провинции Гориция и на небольшой части территории провинции Удине, соседней с горицианскими районами — в зоне Гориция — Монфальконе — Аквилея);
- юго-восточный тальяментский диалект (распространён в нижнем течении реки Тальяменто).

Ранее, до начала XIX века, в Триесте был распространён говор фриульского типа — так называемый тергестино, а в соседнем с Триестом городе Муджа и его окрестностях до второй половины XIX века бытовал говор мульизано. Место вымерших фриульских говоров занял венетский язык колониального типа, один из говоров которого — триестино — сформировался в Триесте.
При делении фриульского языкового ареала на две диалектные группы, в которой центрально-восточному ареалу противопоставляется западный ареал, в состав центрально-восточной группы включают также карнийские диалекты.

## Ареал
Центрально-восточный фриульский ареал занимает часть территории Фриули к югу от Карнийских и Юлийских Альп и к востоку от среднего и нижнего течения реки Тальяменто. Согласно современному административно-территориальному делению Италии, центрально-восточный фриульский ареал размещается в центральной и южной частях провинции Удине, а также на большей части территории провинции Гориция области Фриули — Венеция-Джулия.
На севере к области распространения центрально-восточных диалектов примыкает ареал карнийских фриульских диалектов, на северо-востоке и востоке — ареал словенского языка, на юго-востоке — ареал венетского языка. На западе центрально-восточный фриульский ареал граничит с областью распространения западнофриульских диалектов.
В южной части центрально-восточной Фриули, на побережье Венецианского залива наряду с фриульскими говорами распространены говоры венетского языка: говоры городов Монфальконе и Марано, говор бизиакко (от низовьев рек Изонцо и Тимаво до нагорья Карсо) и говор градезе (на острове Градо и в городе Градо).
В крупных населённых пунктах центрально-восточной Фриули сохраняется венецианский диалект в так называемой колониальной разновидности: в Удине, Гориции, Чивидали, Червиньяно. Постепенно этот диалект вытесняется итальянским языком.

## История письменности
Исторически ареал центрально-восточных фриульских диалектов является центром формирования фриульской письменности. До XVI века в основе письменности фриулов лежали диалектные черты города Чивидали. С XVI века в связи с переносом столицы области Фриули в город Удине фриульская письменность стала ориентироваться на говор Удине. К XVIII веку образованная часть фриульцев стала использовать в письменности венецианский диалект венетского языка. Письменная традиция на говоре Удине, значительно отдалившаяся к тому времени от разговорного языка, стала угасать. Другим центром фриульской письменности стала Гориция. С начала XVIII века на удинском и горицианском письменных вариантах фриульского языка стали издавать литературные альманахи (стролики). В XIX веке письменная норма Удине окончательно сформировалась, она получила название койне или центральное койне. На этой норме издавалось творчество таких фриульских поэтов, как П. Цорутти и К. Перкото. В XX веке на центральном койне продолжается создание литературных произведений, издаётся периодика, ограниченно транслируются радио- и телепередачи. Койне используется в школьном образовании. На его базе в 1952 году Дж. Маркетти составил «Основы фриульской грамматики». В настоящее время наблюдается постепенное стирание различий между центральным и горицианским койне.

## Диалектные особенности
К основным диалектным чертам, характерным для центрально-восточных фриульских диалектов, относят:
- наличие фонологической оппозиции долгих и кратких гласных за исключением горицианского диалекта — в западнофриульских диалектах долгие гласные отсутствуют;
- ставшие дифтонгами гласные ę, ǫ народной латыни впоследствии монофтонгизировались в закрытом слоге: nu:f «девять», di:s «десять» — в западнофриульских диалектах: dejs «десять», nowf «девять», в эртанском говоре — diæs «десять»; открытом слоге данные гласные не монофтонгизировались: spiɛli «зеркало», rwuɛde «колесо» — в западнофриульских диалектах: rwóda «колесо»;
- изменение латинских CA, GA > k’a, g’a;
- изменение латинских CE, CI > t͡ʃe, t͡ʃi; CE, GI > d͡ʒe, d͡ʒi;
- переход -ts > ʃ: pe:ʃ «смола», wo:ʃ «голос»;
- переход -A > -e — в карнийских говорах коммун Форни-Авольтри и Риголато отмечается переход -A > -ɔ
- наличие опорной гласной -i: má:ri «мать», nɛ:ri «чёрный» — в западнофриульских диалектах в качестве опорной употребляется гласная -e;
- наличие определённого артикля в формах il / el, la / le, i, lis;
- распространение у имён существительных женского рода во множественном числе окончания -is;
- распространение глагола la: «идти» — в западнофриульских диалектах глагол с этим значением имеет форму zi и т. д.

Особыми новообразованиями выделяются говоры Удине и Чивидале, а также центрально-южный ареал. В указанных говорах произошли изменения k’ > t͡ʃ; g’ > d͡ʒ; t͡ʃ > s, t͡s; d͡ʒ > z, d͡z: t͡ʃaze «дом»; d͡ʒalíne «курица»; si:l t͡si:l «небо»; zi:r, d͡zi:r «круг». Подобные изменения характерны для западнофриульского ареала.
Целый ряд специфических диалектных черт, а также многочисленные заимствования лексики из немецкого и словенского языков представлены в горицианском диалекте.